# Il diavolo, certamente
Il diavolo, certamente è un'opera di Andrea Camilleri pubblicata il 3 gennaio 2012 dall'editore Mondadori.

## Trama
È la seconda volta che Camilleri dedica il titolo di un suo libro al diavolo ma questa volta la presenza del sulfureo personaggio è soltanto metaforica. Il diavolo infatti sarebbe, come ci dice lo stesso Camilleri quando «uno cerca di fare una certa cosa e all'improvviso c'è il granello di sabbia che arresta il meccanismo gigantesco.»
, insomma quando accade che «il diavolo ci metta la coda». 
Il libro contiene 33 racconti di tre pagine l'uno che l'autore ha scritto per sfidare se stesso nelle sue capacità letterarie di fantasia e di sintesi e per divertirsi assieme ai suoi lettori nel far vedere come i progetti degli uomini nel costruirsi, come vorrebbero, la vita siano stravolti da imprevisti, piccoli eventi "diabolici" come un tacco rotto della scarpa di una ragazza, una parola sfuggita di bocca a un monsignore, un topolino in cui s'imbatte un partigiano ed altri simili casi dove appare in tutta evidenza la casualità della vita umana tale che non rimane che accettarla com'è, magari sorridendo.

## Edizioni
- Andrea Camilleri, Il diavolo, certamente, Prima ed., collana Libellule, Arnoldo Mondadori Editore, 2012,  p. 171, ISBN 978-88-04-61775-4.